# Laophontopsis borealis
Laophontopsis borealis är en kräftdjursart som beskrevs av Rony Huys och G. Willems 1989. Laophontopsis borealis ingår i släktet Laophontopsis, och familjen Laophontopsidae. Arten är reproducerande i Sverige.